# Petra Nováková (právnička)
Petra Nováková (* 1979) je česká advokátka, členka Legislativní rady vlády ČR, členka pracovní podskupiny zabývající se korekcemi daňového řádu Expertní skupiny ke změně procesní úpravy daňových zákonů při Ministerstvu financí ČR, členka redakční rady Bulletinu Komory daňových poradců ČR, členka disciplinárního výboru Rady pro veřejný dohled nad auditem a zakladatelka advokátní kanceláře Nováková + Partners
Za rok 2018 získala ocenění Právník roku v kategorii finanční právo, udílené v rámci celojustiční soutěže České advokátní komory a mediální a vzdělávací skupiny EPRAVO.CZ. Odborný měsíčník Právní rádce ji v roce 2017 zahrnul do prestižního přehledu významných právniček českého advokátního světa, v letech 2010, 2012 a 2016 se pak stala Daňovou hvězdou roku vyhlašovanou Komorou daňových poradců ČR.

## Studium
V roce 2002 ukončila studium práv na Masarykově univerzitě v Brně. O dva roky později na téže vysoké škole získala titul JUDr. (obor finanční právo) a o tři roky později také titul Ph.D. (obor finanční právo). V roce 2013 absolvovala magisterský studijní program oboru sociální práce, sociální politika, personální management a organizační rozvoj Fakulty sociálních studií Masarykovy univerzity.

## Právní praxe
Po studiu působila na Nejvyšším správním soudě ČR, jako asistentka předsedy senátu JUDr. Radana Malíka. Po pěti letech přešla do poradenské společnosti PricewaterhouseCoopers, s níž spolupracovala do roku 2014.
Po deseti letech právní praxe založila vlastní advokátní kancelář Nováková + Partners, advokátní kancelář, s. r. o., která se specializuje především na daňové řízení a správní právo, zastupování před správními orgány a správními soudy a na poradenství v trestních řízeních daňových.

## Vzdělávací činnost
V letech 2005 až 2012 působila jako externí vyučující na katedře obchodního práva a na katedře finančního práva a národního hospodářství Právnické fakulty Masarykovy univerzity, kde vedla semináře v oborech obchodní právo, finanční právo, finanční právo v soudní praxi. Mezi roky 2007 a 2014 přednášela na katedrách práva a veřejné ekonomie Ekonomicko-správní fakulty Masarykovy univerzity. V letech 2011 a 2013 vyučovala i na katedře soukromého práva Vysoké školy CEVRO institut.
Lektoruje pro Komoru daňových poradců (správní soudnictví, daňové spory v soudní praxi, daňový řád), pro VOX s.r.o. (daňová judikatura, daňový řád), pro Centrum celoživotního vzdělávání právnické fakulty Masarykovy univerzity (správní soudnictví, daňový řád) i pro další instituce (justiční akademie apod.).

## Publikace
- LICHNOVSKÝ, Ondřej; ONDRÝSEK, Roman; NOVÁKOVÁ, Petra; ROZEHNAL, Tomáš; KOSTOLANSKÁ, Eva. Daňový řád: komentář. 3. vydání. Praha: C. H. Beck, 2016, 944 s. ISBN 978-80-7400-604-3.
- ŠIMKA, Karel; NOVÁKOVÁ, Petra. Ústavní právo a daně [online]. In: Bulletin Komory daňových poradců ČR, 2/2015. Dostupné online.
- RYTÍŘOVÁ, Lucie; NOVÁKOVÁ, Petra. Mezinárodní pronájem pracovní síly (nejenom) ve světle rozsudku Soudního dvora EU. In: Bulletin Komory daňových poradců, 3/201. Dostupné online.
- NOVÁKOVÁ, Petra. Několik postřehů k časovému nesouladu mezi podáním daňového přiznání, stanovením daně a vrácením přeplatku. In: Bulletin Komory daňových poradců, 2/2014. Dostupné online.
- LACHMANN, Martin; NOVÁKOVÁ, Petra. Zásadní změny v promíjení odvodu za porušení rozpočtové kázně. Moderní obec, 2012. Dostupné online.[nedostupný zdroj]
- LICHNOVSKÝ, Ondřej; ONDRÝSEK, Roman; NOVÁKOVÁ, Petra; ROZEHNAL, Tomáš; KOSTOLANSKÁ, Eva. Daňový řád: komentář. 2. vydání. Praha, C. H. Beck, 2011, 560 s. ISBN 978-80-7400-390-5.